# 郎闓
郎 闓（ろう がい、? - 352年）は、五胡十六国時代冉魏の人物。

## 生涯
元々は後趙に仕えていた。
344年11月、光禄大夫に任じられた
349年11月、石鑑が即位すると、司空に任じられた。
350年2月、司徒申鍾を始めとした群臣48人と共に、李閔（後の冉閔）へ帝位に即くよう勧めた。冉魏が建国されると、位は特進となった。
352年4月、前燕の輔国将軍慕容恪が冉魏征伐を決行すると、冉閔は自ら出撃して迎え撃とうとした。大将軍董閠・車騎将軍張温はこれを諫めたが、冉閔は激怒して聞き入れなかった。郎闓は司徒劉茂と共に「我が君は今回の出征で、必ずや帰還できぬであろう。我らはどうして戮辱を座して待てようか！」と語り合うと、冉閔の敗亡を悟って自殺した。